# アクサダイレクト生命保険
アクサダイレクト生命保険株式会社（アクサダイレクトせいめいほけん、英称：AXA Direct Life Insurance Co., Ltd.）は、かつて存在した世界最大級の保険・資産運用グループであるアクサグループのインターネット専業生命保険会社である。
前身はアクサジャパンホールディング、SBIホールディングス、ソフトバンク（現・ソフトバンクグループ）の3社が出資して生まれたSBIアクサ生命保険であったが、2010年2月に事業戦略の方針に差異が生じたことから、SBIホールディングスがアクサジャパンホールディングに株式を譲渡する形で合弁事業を解消。同年5月12日に社名をネクスティア生命保険へ変更し、2013年5月14日にはアクサダイレクト生命保険へ社名を変更。
グループ会社であるアクサ損害保険とは相互で保険代理店委託契約が締結されており、同社の一部の損害保険の商品も扱っている（当社が保険募集代理店となり、保険契約締結の媒介を行う）。
2024年4月1日、アクサ生命保険株式会社に合併し解散。

## 沿革
- 2006年
  - 7月26日 - SBIホールディングス株式会社とアクサジャパンホールディング株式会社が、合弁で生命保険会社を設立することで基本合意。
  - 10月11日 - SBIホールディングスとアクサジャパンホールディングが、合弁契約を締結。
  - 10月13日 - SBIホールディングス、アクサジャパンホールディング、ソフトバンク株式会社（現・ソフトバンクグループ）の3社の出資で、SBI生保設立準備株式会社設立。
- 2008年
  - 3月19日 - SBIアクサ生命保険株式会社に商号変更。
  - 4月2日 - 金融庁から生命保険業免許を取得。
  - 4月7日 - 営業開始。当初はインターネット完結型の死亡保険「カチッと定期」と医療保険「カチッと医療（現・アクサダイレクトの定期医療）」を扱っていた。
  - 6月 - 生命保険募集代理店チャネルでの販売を開始[2]。
- 2009年
  - 3月13日 - 「カチッと収入保障」のペットネームで収入保障保険の販売を開始[3]。
  - 7月27日 - 保険見直し本舗の保険相談ブースを通じた店頭での販売を開始[4]。
- 2010年
  - 2月16日 - SBIホールディングスが、保有する株式55%すべてをアクサジャパンホールディングに譲渡し、合弁事業を解消。
  - 5月12日 - ネクスティア生命保険株式会社に商号変更。
  - 7月21日 - 「カチッとがん保険（現・アクサダイレクトのがん定期）」・「カチッと終身がん（現・アクサダイレクトのがん終身）」のペットネームでがん保険の販売を開始[5]。
  - 12月10日 - グループ会社のアクサ損害保険との間で損害保険代理店委託契約が締結され、当社が保険募集代理店として「アクサダイレクト総合自動車保険」の取り扱いを開始[6]。
- 2011年
  - 2月1日 - グループ会社のアクサ損害保険との間で生命保険代理店委託契約が締結され、同社が運営する「アクサダイレクト」のWebサイトにて当社の生命保険商品の取り扱いを開始[7]。
  - 8月1日 - 当社が保険募集代理店として、「アクサダイレクトのペット保険」の取り扱いを開始[8]。
- 2012年7月 - アクサジャパンホールディングの100%子会社となる。
- 2013年
  - 5月14日 - アクサダイレクト生命保険株式会社に商号変更。
  - 10月16日 - 「カチッと終身保険（現・アクサダイレクトの終身保険）」のペットネームで低解約返戻金型終身保険の販売を開始[9]。
- 2014年
  - 3月19日 - 定期保険「カチッと保険」を無解約返戻金型の「カチッと定期2（現:アクサダイレクトの定期保険2）」へ改定[10]。
  - 10月1日 - 親会社の合併・商号変更に伴い、アクサ生命保険の100%子会社となる。
  - 11月19日 - 収入保障保険「カチッと収入保障」を無解約返戻金型の「カチッと収入保障2（現・アクサダイレクトの収入保障2）」へ改定[11]。
- 2015年
  - 9月15日 - 保険の商品名（ペットネーム）をSBIアクサ生命保険から使用してきた「カチッと○○」から「アクサダイレクトの○○」へ変更[12]。
  - 9月16日 - 「アクサダイレクトの終身医療」のペットネームで終身医療保険（無解約返戻金型）の販売を開始[13]。
- 2016年9月14日 - 「アクサダイレクトのはいりやすい定期」のペットネームで生命保険初となる引受基準緩和型定期保険（無解約返戻金型）の販売を開始[14]。
- 2018年9月12日 - 「アクサダイレクトの働けないときの安心」のペットネームで就業不能保険（無解約返戻金型）の販売を開始[15]。
- 2019年
  - 4月2日 - 同年4月1日にアクサ生命保険が設立した持株会社アクサ・ホールディングス・ジャパン株式会社の100%子会社となる。
  - 9月11日 - 「アクサダイレクトのはいりやすい医療」のペットネームで引受基準緩和型終身医療保険（無解約返戻金型）の販売を開始[16]。
- 2020年12月2日 - 当社が新規開発した終身医療保険（無解約返戻金型）Aを「アクサダイレクトのONEメディカル」のペットネームでアクサ生命保険の代理店チャネルにて販売を開始[17]。
- 2021年6月30日 - 本社を千代田区から港区白金のNBFプラチナタワーへ移転。親会社のアクサ・ホールディングスジャパンやグループ会社のアクサ生命保険と本社機能を統合する（一部の業務は5月31日付で新拠点地での業務を開始）[18]。
- 2024年4月1日 - アクサ生命保険株式会社に合併し解散。

## 特徴
申し込み手続き（保障プランの作成から申込まで）が全てインターネット上で可能な生命保険を専門に扱っており、加入後の変更手続きや解約もインターネット上で可能である。インターネットに加え、電話でのサポートも行われているほか、一部の保険商品は代理店や銀行窓口を通じて取り扱われており、対面相談も可能である。
このようなIT化による業務フローと、スタッフの人数を増やさずに5倍の件数を処理しているという点が評価され、2011年1月13日に米国のコンサルティング企業、セレント（オリバーワイマングループカンパニー）が主催する「Celent Model Insurer Asia Award 2011」において、「Celent Model Insurer Asia 2011」を受賞。セレント社のアワードにおいて、日本の生命保険会社の受賞は同社が初めて。
必要なものに絞った保障内容としているため、取り扱うのは死亡保険、医療保険、がん保険、就業不能保険の4つのみとしている（就業不能保険以外の保険商品は保障期間や内容などによりいくつかのタイプが設定されており、定期保険と終身医療保険には引受基準緩和型も用意されている）。

## 提供番組
- Live News イット!（フジテレビ系、2019年4月-）（隔日提供）
- ZIP!（日本テレビ、2023年4月-）（隔日提供）
- 有吉の壁（日本テレビ、2020年4月-）（後半ナショナルスポンサー）
- 土曜プレミアム（フジテレビ、2018年10月-）
- 千鳥の鬼レンチャン（フジテレビ系、2022年4月-）
- 芸能人が本気で考えた!ドッキリGP（フジテレビ系、2022年4月-）

## CM出演
- 堤真一
- 岡田将生

## 関連会社
- アクサ生命保険
- アクサ損害保険

## 参考
- ネクスティア生命「Celent Model Insurer Asia 2011」を受賞〜日本の生命保険会社による受賞は初〜 (PDF)  - ネクスティア生命保険(株) 2011年1月13日
- 週刊ダイヤモンド「プロ22人が選んだオススメの保険商品４分野ベストランキング」第１位を獲得！ (PDF)  - ネクスティア生命保険(株) 2011年5月2日